# DN Большого Пса
DN Большого Пса (лат. DN Canis Majoris) — одиночная переменная звезда в созвездии Большого Пса на расстоянии (вычисленном из значения параллакса) приблизительно 5478 световых лет (около 1680 парсеков) от Солнца. Видимая звёздная величина звезды — от более +15m до +11,6m.

## Характеристики
DN Большого Пса — красная пульсирующая переменная звезда, мирида (M:) спектрального класса M8 или M9.